# Serie A2 1990-1991 (pallanuoto maschile)
La Serie A2 1990-1991 è stata la settima edizione di questo torneo, il secondo livello del campionato italiano di pallanuoto maschile.

Il Catania e la Rari Nantes Salerno conquistano la promozione in A2 e l'accesso ai Play-off scudetto. Come nella stagione precedente, nessuna delle qualificate ai Play-out raggiunge la promozione.

## Risultati
|            | AN    | RNB   | RNC   | CE    | CT    | CO    | FO    | LZ    | NE    | SA    | SO    | TS    |
| ---------- | ----- | ----- | ----- | ----- | ----- | ----- | ----- | ----- | ----- | ----- | ----- | ----- |
| Anzio      |       | 14-9  | 14-8  | 12-12 | 12-12 | 10-7  | 12-10 | 12-15 | 10-10 | 8-10  | 10-5  | 14-12 |
| Bogliasco  | 12-10 |       | 12-11 | 8-9   | 12-13 | 11-12 | 15-14 | 10-9  | 12-12 | 6-11  | 10-13 | 11-11 |
| Camogli    | 15-12 | 12-9  |       | 10-8  | 11-10 | 11-9  | 13-9  | 9-12  | 9-9   | 13-9  | 17-14 | 11-8  |
| Caserta    | 15-13 | 14-10 | 10-6  |       | 11-11 | 12-12 | 17-17 | 11-12 | 12-15 | 15-12 | 13-8  | 11-7  |
| Catania    | 11-8  | 17-4  | 13-11 | 12-9  |       | 16-11 | 15-11 | 19-11 | 14-12 | 11-11 | 14-11 | 12-7  |
| Como       | 12-13 | 10-10 | 10-12 | 14-10 | 14-16 |       | 11-10 | 8-6   | 13-14 | 16-16 | 11-10 | 14-14 |
| Fiamme Oro | 10-8  | 12-13 | 9-10  | 8-8   | 9-17  | 13-15 |       | 10-17 | 12-14 | 13-12 | 18-10 | 13-20 |
| Lazio      | 13-7  | 18-13 | 14-14 | 11-8  | 7-8   | 11-15 | 10-10 |       | 11-10 | 13-10 | 22-13 | 10-10 |
| Nervi      | 14-10 | 14-10 | 10-8  | 7-9   | 9-10  | 13-14 | 15-11 | 10-15 |       | 11-7  | 10-9  | 12-8  |
| Salerno    | 16-8  | 14-11 | 15-9  | 14-8  | 13-12 | 12-12 | 11-8  | 12-12 | 19-12 |       | 16-7  | 15-11 |
| Sori       | 10-7  | 12-11 | 10-11 | 15-11 | 10-15 | 12-12 | 12-8  | 18-13 | 7-11  | 12-13 |       | 15-13 |
| Triestina  | 16-14 | 13-10 | 18-14 | 8-10  | 14-15 | 18-18 | 22-14 | 9-9   | 12-10 | 9-10  | 15-13 |       |

## Classifica finale
|  |     | Serie A2 '90-'91 | Pt | G  | V  | N | P  | GF  | GS  | DR  |
|  | --- | ---------------- | -- | -- | -- | - | -- | --- | --- | --- |
|  | 1.  | Catania          | 37 | 22 | 17 | 3 | 2  | 293 | 228 | +65 |
|  | 2.  | Salerno          | 30 | 22 | 13 | 4 | 5  | 278 | 237 | +41 |
|  | 3.  | Lazio            | 29 | 22 | 12 | 5 | 5  | 271 | 236 | +35 |
|  | 4.  | Camogli          | 26 | 22 | 12 | 2 | 8  | 245 | 244 | +1  |
|  | 5.  | Nervi            | 25 | 22 | 11 | 3 | 8  | 254 | 242 | +12 |
|  | 6.  | Caserta          | 23 | 22 | 9  | 5 | 8  | 243 | 242 | +1  |
|  | 7.  | Como             | 21 | 22 | 7  | 7 | 8  | 258 | 168 | -10 |
|  | 8.  | Triestina        | 19 | 22 | 7  | 5 | 10 | 275 | 275 | 0   |
|  | 9.  | Anzio            | 17 | 22 | 7  | 3 | 12 | 238 | 254 | -16 |
|  | 10. | Sori             | 15 | 22 | 7  | 1 | 14 | 246 | 256 | -35 |
|  | 11. | Bogliasco        | 13 | 22 | 5  | 3 | 14 | 229 | 275 | -46 |
|  | 12. | Fiamme Oro       | 9  | 22 | 3  | 3 | 16 | 247 | 295 | -48 |

## Verdetti
- Catania e RN Salerno promosse in serie A1 e ammesse ai Play-off Scudetto
- Lazio, RN Camogli, Nervi, Caserta, Como e Triestina ammesse ai Play-out
- Anzio, RN Sori, RN Bogliasco e Fiamme Oro retrocesse in Serie B